# Bo (vechtstok)
Bo is een Japanse vechtstok.
Vechtstokken worden in meerdere gevechtsdisciplines gebruikt. In Chinese, Indiase, Indonesische en Filipijnse gevechtsdisciplines worden stokken in meerdere formaten als wapen gebruikt. In Europa wordt zelfs een wandelstok gebruikt, die in de Franse gevechtsdiscipline La Cane genoemd wordt.
De naam 'bo' is de Japanse benaming van de Okinawaanse 'kon', een stok van zes shaku lengte (182 cm x 4 cm). Er zijn vier soorten bo:
- de genoemde zes-shaku,
- de drie-shaku (sanjaku bo),
- de acht-shaku (kyushaku bo) en
- de eiku. Dit is een houten roeispaan.

Er wordt gezegd dat een dergelijke lange vechtstok ontstaan is uit de stok die landarbeiders gebruikten om over hun schouder twee lasten te dragen.
In Japanse en andere gevechtsdisciplines worden stokjes en stokken al eeuwenlang gebruikt als wapen. De stok is dan ook ongetwijfeld het oudste en het meest bestudeerde wapen.
Het gebruik van de lange stok van 182 cm x 4 cm wordt binnen het Ryu Kyu Kobujutsu onderwezen als basiswapen. Er zijn 22 oefenvormen (kata) met deze bo bewaard gebleven.
Het Ryu Kyu Kobujutsu is een wapensysteem met een achttal Japanse handwapens en is ontstaan op Okinawa, het grootste eiland van de Riukiu-eilanden.

## Internationaal
In het Koreaans wordt de lange stok met jang bong (장봉) aangeduid.